# جاك بيلي (ممثل)
جاك بيلي (بالإنجليزية: Jack Bailey)‏ مواليد 15 سبتمبر 1907 في هامبتون، الولايات المتحدة - الوفاة 1 فبراير 1980 في سانتا مونيكا، الولايات المتحدة، هو ممثل أمريكي بدأ مسيرته الفنية سنة 1944. امتدت مسيرته الفنية لأكثر من 31 عاما.

## أعماله
- إنها حياة رائعة
- غرين أيكرز
- باتمان
- آي دريم أوف جيني (مسلسل)
- غان سموك

## روابط خارجية
- جاك بيلي على موقع IMDb (الإنجليزية)
- جاك بيلي على موقع ألو سيني (الفرنسية)
- جاك بيلي على موقع أول موفي (الإنجليزية)
- جاك بيلي على موقع قاعدة بيانات الأفلام السويدية (السويدية)
- جاك بيلي على موقع قاعدة بيانات الفيلم (الإنجليزية)
- جاك بيلي على موقع كينوبويسك (الروسية)